# Мумбай-Хай – Уран
Мумбай-Хай – Уран – індійська газопровідна система, створена для видачі продукції офшорного родовища Мумбай-Хай.
В 1976-му у Аравійському морі навпроти узбережжя штату Махараштра почалась розробка найбільшого нафтового родовища країни Бомбей-Хай (після коригування у 1995-му назви міста Бомбей родовище почали називати Мумбай-Хай). Спершу попутний газ спалювали на факел, проте вже у 1978-му став до ладу газопровід, що простягнувся від платформи NF до газопереробного заводу Уран (на узбережжі трохи південніше від Мумбаї). Трубопровід, який позначили Bombay High Uran Trunk Line (BUT), мав довжину 203 км та був виконаний в діаметрі 650 мм. Його уклали в траншею на 2 метра глибше від морського дна.
Після двох з половиною десятків років експлуатації технічний стан BUT викликав занепокоєння, тому в 2005 ввели в дію нову нитку системи, яка так само прямує до ГПЗ Уран та отримала позначення Mumbai High Uran Trunk Line (MUT). Вона має довжину 204 км та виконана в діаметрі 700 мм. Пропускна здатність MUT була майже така сама як і у BUT – 12,5 млн м3 проти 12,25 млн м3 газу на добу.
Нову нитку газопроводу (разом з так само новою ниткою нафтопроводу) уклали в траншею шириною 8 – 10 метрів. До її спорудження залучили три земснаряди – ковшовий «Colbart», що працював на мілководній прибережній ділянці, та землесосні «Flevo» і «Seaway» (останньому дістався відтинок із найбільшими глибинами).
Можливо відзначити, що газ з Мумбай-Хай може також видаватись через газопровід Мумбай-Хай – Хеєра і перемичку до системи Бассеін – Хазіра.